# 查嗣珣
查嗣珣（？—？），字间瑛，号东亭，又号查村。浙江海宁人。清朝官員。
出身海寧查氏望族。查嶓继子。康熙四十二年（1703年）癸未科进士。與查慎行同榜。官安徽太和县知县，擢吏部主事，乞归。有《荣古堂集》等。